# Чепель (острів)
Че́пель (угор. Csepel-sziget) — великий острів на річці Дунай, в Угорщини. Довжина — 48 км; ширина 6-8 км; площа — 257 км².
У північній частині острова розташований XXI район Будапешта. На острів можна потрапити приміською залізницею.
Міста: Ракево, Сігетсентміклош, Сігетхалом і Тьоколь.
Острів був центром, звідки угорці вирушали на завоювання, бо він став житлом племені Арпада.
Назва походить від імені грума Арпада, Чепельта (Csepelt). Версія згадується в латинській хроніці приблизно 1200 року Gesta Hungarorum, де ім'я вказано як sepel. Цю думку оскаржують деякі лінгвісти: Бенке Лоранд, наприклад, вважає, що назва острова походить від слова тюркського походження csepel(y) ~ cseplye, що позначає чагарникову або дубову поросль.